# 矢上 (川崎市)
矢上（やがみ）は、神奈川県川崎市幸区の町名。丁番を持たない単独町名である。住居表示実施済み区域。

## 地理
北加瀬2丁目・3丁目・南加瀬4丁目、中原区木月4丁目・西加瀬、横浜市港北区日吉三丁目と隣接する。

### 河川
- 矢上川 - 日吉三丁目との間に矢上橋が架かっている。
- 渋川 - 尻手黒川道路上の木月4丁目との間に石神橋が架かっている。

### 地価
住宅地の地価は、2024年（令和6年）7月1日の神奈川県地価調査によれば、矢上8-4の地点で30万5000円/m²となっている。

## 歴史
大字矢上の大部分を承継した横浜市港北区日吉一～六丁目には、横浜市立矢上小学校（日吉三丁目）、慶應義塾大学矢上校舎（日吉三丁目）、日吉矢上バス停（日吉二丁目）が存在する。
旧日吉村の村役場は、横浜市立矢上小学校あたりの矢上橋の横浜市側にあった。これは、矢上が旧日吉村における地理的な中心部であったためとされる。

### 沿革
- 1889年 橘樹郡矢上村が鹿島田村、南加瀬村、小倉村、駒林村、駒ケ橋村、箕輪村と合併して日吉村が成立。その大字となる。
- 1926年 字一本松付近に東急東横線日吉駅が開設される。（現在の横浜市域部分）
- 1937年 日吉村が横浜市と川崎市に分割編入され、大字矢上の矢上川東岸（字橋向、根搦、三軒家の一部、袋河岸の一部）は川崎市に編入され、そのまま同市の大字となる。なお、大字矢上の大部分は横浜市神奈川区に編入され、日吉町が置かれた。（現在の横浜市港北区日吉一～七丁目。日吉の項を参照のこと。）
- 1972年4月1日 川崎市が政令指定都市に昇格し、新設された幸区の大字となる。
- 1972年11月1日 字根搦は中原区大字木月字諏訪町（現在の木月4丁目）に編入される[7]。
- 1985年11月5日 南加瀬の住居表示の実施に伴い、字三軒家、字袋河岸が南加瀬4丁目に編入される。
- 1990年2月26日 住居表示が実施され、大字矢上を廃し、字橋向および北加瀬字久保、原の各一部から新たな町として矢上を設置[8]。

## 世帯数と人口
2025年（令和7年）6月30日現在（川崎市発表）の世帯数と人口は以下の通りである。
| 町丁 | 世帯数  | 人口  |
| ---- | ------- | ----- |
| 矢上 | 677世帯 | 983人 |

### 人口の変遷
国勢調査による人口の推移。
| 年                 | 人口  |
| ------------------ | ----- |
| 1995年（平成7年）  | 934   |
| 2000年（平成12年） | 867   |
| 2005年（平成17年） | 1,052 |
| 2010年（平成22年） | 957   |
| 2015年（平成27年） | 951   |
| 2020年（令和2年）  | 973   |

### 世帯数の変遷
国勢調査による世帯数の推移。
| 年                 | 世帯数 |
| ------------------ | ------ |
| 1995年（平成7年）  | 481    |
| 2000年（平成12年） | 425    |
| 2005年（平成17年） | 569    |
| 2010年（平成22年） | 517    |
| 2015年（平成27年） | 493    |
| 2020年（令和2年）  | 582    |

## 学区
市立小・中学校に通う場合、学区は以下の通りとなる（2025年4月時点）。
| 番地 | 小学校             | 中学校             |
| ---- | ------------------ | ------------------ |
| 全域 | 川崎市立日吉小学校 | 川崎市立日吉中学校 |

## 事業所
2021年（令和3年）現在の経済センサス調査による事業所数と従業員数は以下の通りである。
| 町丁 | 事業所数 | 従業員数 |
| ---- | -------- | -------- |
| 矢上 | 39事業所 | 470人    |

### 事業者数の変遷
経済センサスによる事業所数の推移。
| 年                 | 事業者数 |
| ------------------ | -------- |
| 2016年（平成28年） | 41       |
| 2021年（令和3年）  | 39       |

### 従業員数の変遷
経済センサスによる従業員数の推移。
| 年                 | 従業員数 |
| ------------------ | -------- |
| 2016年（平成28年） | 388      |
| 2021年（令和3年）  | 470      |

## 交通

### バス
- 川崎市バス - 川66系統、川83系統（出庫便のみ）
- 臨港バス - 川55、川53（1往復のみ）、川54（早朝・夜間帯のみ）、川60（平日2往復、土休日4往復のみ）、川61（平日2往復、土休日1往復のみ）、元02（平日朝のみ）、原62（2往復のみ）

どちらも北加瀬バス停が矢上7番および13番先にある。

### 道路
- 県道14号鶴見溝口線（尻手黒川道路）
- 県道111号大田神奈川線（ガス橋通り） - ガス橋通りの通称は矢上交差点が終点となっている。

## その他

### 日本郵便
- 郵便番号 : 212-0056[3]（集配局 : 川崎港郵便局[19]）

### 警察
町内の警察の管轄区域は以下の通りである。
| 番・番地等 | 警察署   | 交番・駐在所 |
| ---------- | -------- | ------------ |
| 全域       | 幸警察署 | 北加瀬交番   |